# Hiza-guruma
Hiza-guruma (膝車) é uma das 40 técnicas básicas do judô. Classificada como uma técnica de ashi waza (literalmente, técnicas de perna), é a segunda técnica do primeiro grupo (dai ikkyo) do Gokyo.

## Descrição
Com a pegada clássica (gola com a mão direita, manga com a mão esquerda), o tori desequilibra o uke com mae-migi-kuzushi e apoia seu pé esquerdo logo à direita do joelho direito do uke.
Observe que o pé do tori deve tocar com a sola arqueada quando encostar na perna do uke. É preciso cautela ao se aplicar este golpe pois caso o pé seja apoiado sobre a parte frontal do joelho podemos causar uma séria lesão.